# Doblepensament
El doblepensament és un procés d'adoctrinament en què s'espera que els subjectes acceptin simultàniament dues creences contradictòries com a veritat, sovint en desacord amb el seu propi record o sentit de la realitat. El doblepensament està relacionat amb la hipocresia, però en difereix.
George Orwell va encunyar el terme doblepensament com a part del llenguatge fictici de la neollengua a la seva novel·la distòpica de 1949 titulada 1984. A la novel·la, els seus orígens dins de la ciutadania no estan clars; tot i que podria ser en part producte dels programes formals de rentada de cervell de Gran Germà, tal com passa amb el programa de rentada de cervell aparentment formal que va trencar el protagonista de l'obra Winston Smith. Així, la novel·la mostra explícitament persones aprenent el doblepensament i la neollengua a causa de la pressió dels companys i el desig d'"encaixar" o guanyar estatus dins del Partit, per ser vistos com a membres lleials del Partit. A la novel·la, que algú reconegui —i encara menys esmenti— qualsevol contradicció dins del context de la línia del partit és similar a una blasfèmia, i podria sotmetre aquesta persona a mesures disciplinàries i a la desaprovació social instantània dels seus companys del partit.

## AMil noucent vuitanta-quatre
Segons Mil noucent vuitanta-quatre de George Orwell, el doblepensament és:
| « | (anglès) To know and not to know, to be conscious of complete truthfulness while telling carefully constructed lies, to hold simultaneously two opinions which cancelled out, knowing them to be contradictory and believing in both of them, to use logic against logic, to repudiate morality while laying claim to it, to believe that democracy was impossible and that the Party was the guardian of democracy, to forget whatever it was necessary to forget, then to draw it back into memory again at the moment when it was needed, and then promptly to forget it again, and above all, to apply the same process to the process itself—that was the ultimate subtlety: consciously to induce unconsciousness, and then, once again, to become unconscious of the act of hypnosis you had just performed. Even to understand the word—doublethink—involved the use of doublethink. | (català) Saber i no saber, ser conscient de la veracitat completa mentre es diuen mentides acuradament construïdes, mantenir simultàniament dues opinions que es cancel·len, sabent-les contradictòries i creient en totes dues, utilitzar la lògica contra la lògica, repudiar la moralitat mentre se la reivindica, creure que la democràcia era impossible i que el Partit era el guardià de la democràcia, oblidar tot allò que calia oblidar, després recordar-ho de nou en el moment que calia, i després oblidar-ho de nou ràpidament, i sobretot, aplicar el mateix procés al procés en si: aquesta era la subtilesa definitiva: induir conscientment la inconsciència i, després, una vegada més, tornar-se inconscient de l'acte d'hipnosi que s'acabava de realitzar. Fins i tot entendre la paraula —doblepensar— implicava l'ús de doblepensar. | » |

## Ús després deMil noucent vuitanta-quatre
El doble pensament d'Orwell també s'atribueix la inspiració del terme comunament utilitzat doble llenguatge, que no apareix al llibre. S'han fet comparacions entre el doble llenguatge i les descripcions d'Orwell sobre el discurs polític del seu assaig "Política i la llengua anglesa", en què "polítics, publicistes, religiosos i altres dobleparlants sense escrúpols de qualsevol mena continuen abusant del llenguatge amb finalitats manipuladores".